# Kolumna (poligrafia)
Kolumna – skład odpowiadający stronie, czyli miejsce do wypełnienia składem zecerskim (łącznie z niedrukowalną częścią marginesów, która składana jest justunkiem). Obecnie jest to powszechnie stosowana, wśród osób z branży (redakcje, studia DTP, drukarnie), nazwa każdej strony publikacji poligraficznej.
Kolumnę można również rozumieć jako pole zadruku, czyli obszar strony ograniczony jej zadrukowaną powierzchnią (obszar o kształcie prostokąta i równoległy do krawędzi strony).
Za kolumnę można wreszcie uważać tę część strony, która jest ograniczona marginesami wynikającymi z layoutu. W takim rozumieniu terminu kolumna można mówić, że pewne elementy (np. paginy, przypisy itp.) mogą leżeć w polu kolumny lub poza kolumną.
Format podstawowy kolumny – to pole zadruku nie zachodzące na ustalone marginesy wynikające z layoutu publikacji.

## Rodzaje kolumn
- Kolumna gorąca – w zecerstwie proces formowania kolumny oraz procesy późniejsze związane z tą kolumną trwały dosyć długo, dlatego przy produkcji gazet pozostawiano możliwie jak najmniej kolumn przewidzianych do "zamknięcia" w ostatniej chwili; kolumnami gorącymi były zwykle kolumny depeszowe oraz pierwsza kolumna.
- Kolumna jedno-, dwu-,... wielołamowa – kolumny uformowane z określonej liczby łamów.
- Kolumna końcowa – Kolumna szpicowa lub ostatnia strona wnętrza publikacji broszurowej lub książkowej, która jest jeszcze pokryta drukiem (nie dotyczy stron okładkowych).
- Kolumna metrykalna – kolumna redakcyjna lub inna o podobnej zawartości.
- Kolumna nieparzysta = kolumna prawa.
- Kolumna niepełna – kolumna wypełniona w formacie podstawowym tylko częściowo.
- Kolumna otwierająca – w czasopiśmie pierwsza strona działu lub artykułu wielostronicowego.
- Kolumna parzysta = kolumna lewa.
- Kolumna pełna – kolumna pokrywająca się z formatem podstawowym.
- Kolumna przedtytułowa, szmuctytuł – pierwsza strona czwórki tytułowej książki (zawierająca tylko tytuł dzieła w wersji skróconej i nazwisko autora z inicjałami imienia).
- Kolumna pusta, tzw. wakat:
  - w zecerstwie strona publikacji złożona wyłącznie justunkiem (niezawierająca elementów drukowalnych);
  - w redakcji każda pusta, niczym niezadrukowana strona, uwzględniana jednak w numeracji stron (paginacji);
  - potocznie każda pusta strona
- Kolumna redakcyjna:
  - w książce jest to czwarta strona czwórki tytułowej książki lub druga strona jej dwójki tytułowej, zawierająca informacje wydawnicze i drukarskie;
  - w gazecie i czasopiśmie jest to typowa strona publikacji (zgodna z jej layoutem), a więc inna niż ogłoszeniowa, z dodatkiem telewizyjnym, czy innym niestandardowym układem strony.
- Kolumna spadowa – strona, której pole zadruku zachodzi całkowicie na szerokość co najmniej jednego z marginesów (dochodzi przynajmniej częściowo do którejś z linii cięcia papieru lub grzbietu) – rodzaj kolumny wykraczającej poza format podstawowy; kolumn spadowych nie praktykuje się w gazetach codziennych z powodu specyficznego druku wynikającego z konfekcji papieru dokładnie na wymiar strony, natomiast są to kolumny charakterystyczne dla czasopism.
- Kolumna spuszczona, k. opuszczona – kolumna w formacie podstawowym zawierająca początek tekstu łamany w ten sposób, że jest on odsunięty od górnego marginesu o 1/5 – 1/3 w porównaniu z kolumną pełną (np. początek rozdziału).
- Kolumna szpicowa – ostatnia strona wielostronicowego tekstu, zawierająca tekst niedochodzący do końca łamu, np. koniec rozdziału; nazwa pochodzi od maniery starych drukarzy, którzy tekst dzieła na ostatniej stronie składali wierszami o coraz krótszej szerokości (justowane do marginesu lub środkowo).
- Kolumna tytułowa – trzecia strona czwórki tytułowej książki lub pierwsza strona jej dwójki tytułowej zawierająca tytuł utworu w pełnym brzmieniu, imiona i nazwiska autorów w pełnym brzmieniu, nazwę wydawnictwa i rok wydania.
- Kolumna wypuszczona – strona, której pole zadruku zachodzi częściowo na margines (nie dochodzi do linii cięcia papieru lub grzbietu) – rodzaj kolumny wykraczającej poza format podstawowy.
- Kolumna wzorcowa, szablon, master (od ang. master page) – w DTP strona niewypełniona bieżącą treścią, zawierająca najważniejsze elementy layoutu, zwykle z utrudnieniami do zapisu zawartości, służąca do tworzenia docelowych stron publikacji.
- Kolumna zamykająca – w czasopiśmie ostatnia strona działu lub artykułu wielostronicowego.
- Kolumny okładkowe – pierwsza, druga, przedostatnia i ostatnia strona publikacji.
- Kolumny rozkładowe, tzw. rozkładówka – dwie środkowe strony czasopisma w oprawie szytej.
- Kolumny widzące, kolumny na rozwarciu, tzw. strony widzące – każde dwie sąsiednie strony: lewa i prawa – widziane jednocześnie.

Kolumny gazetowe (dotyczy także innych czasopism):
- Kolumna depeszowa – strona w gazecie poświęcona depeszom agencyjnym i innym najświeższym doniesieniom w skrótowej formie.
- Kolumna krajowa – strona w gazecie ogólnotematycznej poświęcona tematyce krajowej z wyłączeniem tematyki miejskiej (i najbliższego regionu) ze względu na miejsce ukazania się wydania gazety.
- Kolumna kulturalna – strona w gazecie ogólnotematycznej poświęcona wydarzeniom kulturalnym.
- Kolumna miejska – strona w gazecie ogólnotematycznej poświęcona tematyce miejskiej ze względu na miejsce ukazania się wydania gazety.
- Kolumna ogłoszeniowa – strona czasopisma zawierająca głównie ogłoszenia drobne.
- Kolumna sportowa – strona w gazecie ogólnotematycznej poświęcona bieżącym wydarzeniom sportowym.
- Kolumna stała – kolumna wypełniona w całości materiałem, który powtarza się w kolejnych numerach czasopisma, np. kolumna z wielokrotnie powtarzanym ogłoszeniem całostronicowym, formularzem prenumeraty itp.
- Kolumna zagraniczna – strona w gazecie ogólnotematycznej poświęcona wydarzeniom za granicą.

W gwarze dziennikarskiej kolumna to czasami artykuł przeznaczony na kilka stron czasopisma.